# Lagarto-de-contas
O lagarto-de-contas (Heloderma horridum), ou lagarto barbudo mexicano é uma espécie de lagarto peçonhento encontrado principalmente no México e no sul da Guatemala. Ao lado de seu congênere, o Monstro-de-gila (Heloderma suspectum), é o único lagarto a ter desenvolvido um sistema produtor de veneno, e tem sido considerado o único lagarto venenoso existente. O lagarto-de-contas é maior que o monstro-de-gila, possui coloração mais opaca, preta com faixas amareladas e com largura que varia de acordo com a subespécie. Predador especializado, alimenta-se primariamente de ovos, o que torna seu veneno um constante tema de debate entre os especialistas. Porém, foram encontradas em sua peçonha diversas enzimas com potencial farmacêutico, pesquisas estão em curso com foco na produção de drogas contra o diabetes.
Ameaçado por toda a sua extensão territorial por caça indiscriminada e perda de habitat, é um animal protegido pelo CITES. A subespécie H. h. charlesborgeti é um dos lagartos mais raros do mundo, com população estimada em menos de 200 indivíduos.

## Taxonomia
O lagarto-de-contas tem parentesco com o monstro-de-gila (Heloderma suspectum), assim como muitos outro parentes extintos de sua família, cuja evolução pode ser traçada até o período Cretáceo. O gênero Heloderma existe desde o Mioceno, quando H. texana vivia na maior parte da América do Norte. Uma vez que não mudaram muito morfologicamente, os membros da família são ocasionalmente considerados fósseis vivos. Embora o lagarto-de-contas pareça intimamente ligado aos lagartos-monitores da África, Ásia e Austrália, a gigantesca separação territorial e características únicas não encontradas nos monitores indicam que o H. horridum fica melhor colocado em uma família separada.
A espécie foi primeiramente descrita em 1829 por Arend Friedrich August Wiegmann como Trachyderma horridum, porém, ele renomeou-o Heloderma horridum seis meses depois. O nome de seu gênero Heloderma significa "pele cravejada", do grego antigo hêlos (ἧλος) —prego — e dérma (δέρμα) — pele. Seu nome específico, Horrĭdum, é a palavra latina para grosseiro ou rude.
Existem quatro subespécies catalogadas:
- Lagarto-de-contas-mexicano (Heloderma horridum horridum) (Wiegmann, 1829)[7]
- Lagarto-de-contas-preto (H. h. alvarezi) Bogert e Martin del Campo, 1956.[8]
- Lagarto-de-contas-de-Rio-Fuerte (H. h. xasperatum) Bogert e Martin del Campo, 1956[9]
- Lagarto-de-contas-de-Motagua-Valley (Heloderma horridum charlesbogerti) Campbell e Vannini, 1988[10]

## Descrição

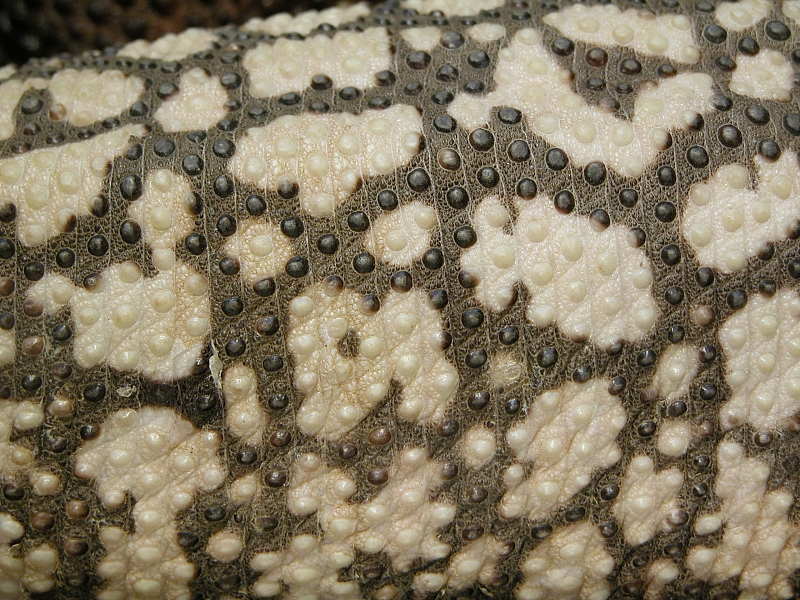
Close-up da pele de um Heloderma, composta de escamas em forma de contas

O comprimento dos indivíduos adultos varia de 24 centímetros (24 polegadas) a 91 centímetros (36 polegadas). São consideravelmente maiores que os monstros-de-gila, cujo comprimento varia de 30 centímetros (12 polegadas) a 41 centímetros (16 polegadas). Embora os machos sejam um pouco maiores que as fêmeas, não se considera que esses lagartos possuem dimorfismo sexual. Tanto machos quanto fêmeas são grossos e com cabeças largas, contudo os machos tendem a ser mais encorpados. As escamas do lagarto-de-contas são pequenas, em formato de contas e sem sobreposição. Com exceção da parte inferior do animal, a maioria de suas escamas são fortalecidas por osteodermas ósseas.
Sua cor básica é o preto e marcado com quantidades variadas de manchas ou faixas amarelas, com exceção do H. h. alvarezi, que geralmente é todo negro. O lagarto-de-contas possui uma pequena cauda que é usada para armazenar gordura que permite ao animal sobreviver a meses de estivação. Diferente de outros lagartos, esses não fazem autotomia e não conseguem recuperar partes perdidas de seu corpo. O lagarto-de-contas possui uma língua bifurcada, que usa para sentir o cheiro das coisas, com a ajuda do órgão de Jacobson; ele coloca a língua para fora para reunir aromas e depois toca o órgão quando retrai a língua.

## Habitat e alcance territorial
O lagarto-de-contas é encontrado nas drenagens do Pacífico do sul de Sonora ao sudoeste da Guatemala e em duas drenagens do Atlântico, da região central de Chiapas ao sudeste da Guatemala. Seu habitat é primariamente as florestas caducifólias tropicais e locais com vegetação espinhenta, mas é encontrado em florestas de pinheiros e carvalhos, com até 1500 metros acima do nível do mar. Na natureza, os animais são ativos apenas entre os meses de abril até o meio de novembro, permanecendo cerca de uma hora por dia acima do solo.
A subespécie H. h. horridum é encontrada no México, de Sonora a Oaxaca. O lagarto-de-contas-de-rio-fuerte (H. h. exasperatum) é encontrado do sul de Sonora ao norte de Sinaloa. O alcance da variante negra ( H. h. alvarezi) vai do norte de Chiapas e a depressão do Río Lagartero em Huehuetenango ao noroeste guatemalteco. Os alcances dessas três subespécies se coincidem, tornando-as simpátricas. A subespécie de Motagua Valley (H. h. charlesbogerti) é a única alopátrica, está distante 250 km de habitat inadequado da população mais próxima (H. h. alvarezi). A última também é a mais ameaçada das quatro variedades, se não de todos os lagartos do planeta, sendo somente encontrada no vale seco do Rio Motagua, no nordeste da Guatemala. Acredita-se que haja menos de 200 indivíduos na natureza.